# Carex brunnescens

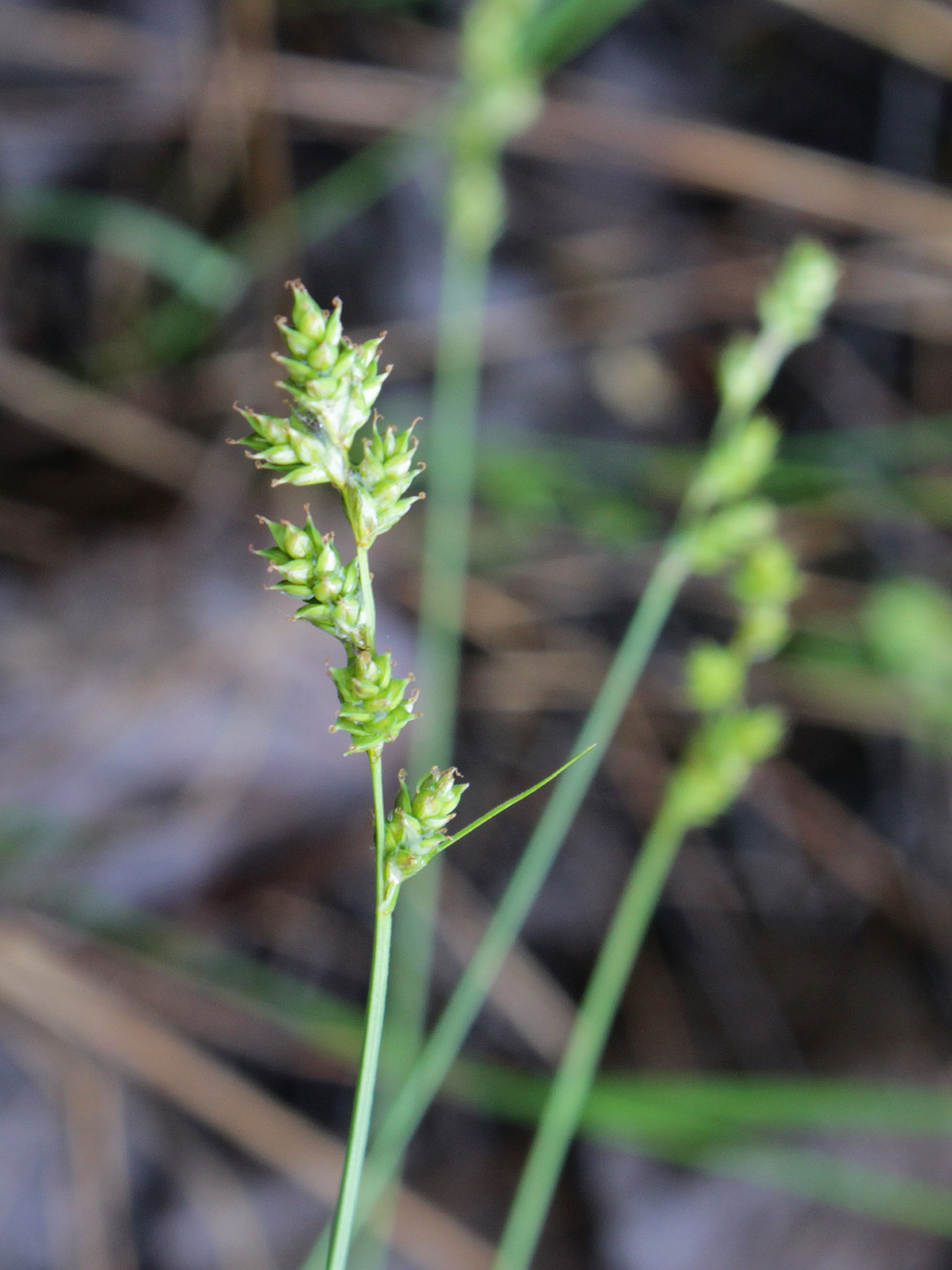
Vista de la planta

Carex brunnescens es una especie de junco del género Carex. El originaria de las zonas templadas del Hemisferio Norte.

## Taxonomía
Carex brunnescens fue descrita por (Pers.) Poir. y publicado en Encyclopédie Méthodique. Botanique ... Supplément 3(1): 286. 1813.
Etimología
Ver: Carex
brunnescens; epíteto latino que significa "de color castaño".
Sinonimia
- Carex canescens var. brunnescens (Pers.) W.D.J.Koch
- Carex canescens subsp. brunnescens (Pers.) Asch. & Graebn.
- Carex curta var. brunnescens Pers.
- Facolos brunnescens (Pers.) Raf.
- Vignea brunnescens (Pers.) Soják

subsp. brunnescens
- Carex canescens var. alpicola Wahlenb.
- Carex canescens var. persoonii (Sieber ex W.D.J. Koch) H. Christ
- Carex canescens var. vitilis (Fr.) J.Carey
- Carex canescens subsp. vitilis (Fr.) K.Richt.
- Carex gebhardii Hoppe
- Carex gracilis Ehrh. ex Schkuhr
- Carex persoonii Sieber ex W.D.J.Koch
- Carex persoonii var. laetior F.Nyl.
- Carex persoonii subsp. vitilis (Fr.) Nyman
- Carex vitilis Fr.
- Vignea brunnescens subsp. alaskana (Kalela) Soják
- Vignea brunnescens subsp. pacifica (Kalela) Soják
- Vignea brunnescens subsp. vitilis (Fr.) Soják

subsp. sphaerostachya (Tuck.) Kalela
- Carex buckleyi Dewey
- Carex canescens var. sphaerostachya Tuck.
- Carex canescens var. vulgaris L.H.Bailey
- Carex sphaerostachya (Tuck.) Dewey[4][5]